# Ruta del còmic de Brussel·les
La ruta del còmic de Brussel·les (nom original: Le parcours BD de Bruxelles; BD és l'abreviació de bande dessinée, nom amb el qual es designa el còmic en la llengua francesa) és un conjunt de murals dispersats per tota la ciutat de Brussel·les, inspirats en l'obra dels autors més coneguts del còmic belga. Per exemple, entre els personatges de còmic més populars hi ha Lucky Luke, Tintin, Sergi Grapes, Marsupilami o Gil Pupil·la, 
El projecte va ser concebut el 1991 per iniciativa de les autoritats locals de Brussel·les amb la col·laboració del Centre belga del còmic (Centre belge de la bande dessinée). Inicialment, l'objectiu era maquillar o adornar parets buides i lletges de la ciutat però aviat va esdevenir també una manera de recordar als habitants de la capital belga i als seus visitants que molts dels dibuixants de còmic més notables provenen de Brussel·les o de Bèlgica. Per exemple, Hergé, André Franquin, Edgard Félix Pierre Jacobs, Bob de Moor, Morris o Peyo.
El primer mural a ser pintat va prendre com a motiu Scrameustache (un còmic humorístic protagonitzat per extraterrestres), inaugurat oficialment el 15 de novembre de 2008 amb presència del dibuixant Gos (Roland Goossens) -creador de Scrameustache- i del seu fill Walter Goossens, també un popular dibuixant de còmics. El mural, de 50 m², està ubicat a la Chaussée de Wavre 1314 (Brussel·les 1160).
D'ença de la primera inauguració d'un mural de còmic, cada any s'han anat estrenant nous frescos de tal manera que actualment la capital ja compta amb aproximadament una cinquantena de murals, la majoria dels quals es troben a l'interior del Pentàgon (nom amb el qual es coneix el centre de Brussel·les degut a la seva forma geomètrica).
La ruta del còmic ofereix l'oportuninat de conèixer barris i carrers exclosos dels circuits turístics habituals i l'assosciació belga de la bicicleta Pro Velo ofereix rutes en bicicleta d'aproximadament dues hores de durada.

## Llistat de frescos

### Murals al centre de Brussel·les
| Nr. | Mural | Imatge | Autor                                  | Inauguració                | Realització del mural                                          | LLoc                                                                               | Superfície  |
| --- | --- | ------ | -------------------------------------- | -------------------------- | -------------------------------------------------------------- | ---------------------------------------------------------------------------------- | ----------- |
| 1   | Mural Victor Sackville |        | Francis Carin                          | Agost de 2002              | Oreopoulos G. Vandegeerde D.                                   | Rue due Marché au Charbon / Rue de Teinturiers (Kolenmarkt amb Verversstraat)      | ± 50 m²     |
| 1   | La vinyeta pertany a l'àlbum L'Opera de la Mort. Victor Sackville és una sèrie de còmic franco-belga realitzada pels guionistes François Rivière, Gabrielle Borile i el dibuixant Francis Carin. El protagonista Victor Sackvilleest és un espia anglès al servei de la Corona d'Anglaterra durant la Primera Guerra Mundial i les seves missions tenen lloc per tot el món. |        |                                        |                            |                                                                |                                                                                    |             |
| 2   | Mural Broussaille |        | Frank Pé                               | Setembre de 1999           | Mangnay J.-Y. Oreopoulos G. Pieterhons R. Vandegeerde D.       | Rue due Marché au Charbon / Rue de Teinturiers (Kolenmarkt amb Verversstraat)      | ± 45 m²     |
| 2   | Broussaille és el protagonista de la sèrie de còmic d'igual nom. Al llarg de les seves aventures l'immadur i somiador Broussaille va adquirint l'experiència que l'ajudarà a construir una parella estable i feliç amb Catherine. |        |                                        |                            |                                                                |                                                                                    |             |
| 3   | Mural Le Passage |        | François Schuiten                      | Juliol de 1995             | Oreopoulos G. Vandegeerde D.                                   | Rue due Marché au Charbon 17 (Kolenmarkt 17)                                       | ±20 m²      |
| 3   | Le passage és una escena que respresenta un paisatge urbà típicament de l'universde François Schuiten, autor de Les ciutats obscures. Una curiositat del mural és que hi ha dibuixada la silueta de l'església Notre-Dame du Bon Secours, precisament ubicada a l'altre costat del carrer.                                                                                   |        |                                        |                            |                                                                |                                                                                    |             |
| 4   | Mural Ric Hochet |        | Tibet                                  | Novembre de 1994           | Oreopoulos G. Vandegeerde D.                                   | Rue Bon secours 9 (Bijstandsstraat 9)                                              | ±30 m²      |
| 4   | Ric Hochet és un periodista que coopera habitualment amb la policia. Les seves aventures gairebé sempre tenen lloc en una fantàstica atmosfera pregonada per conspiracions, plans d'assassinat i rebuscats conflictes d'interessos entre els protagonistes. |        |                                        |                            |                                                                |                                                                                    |             |
| 5   | Mural Tintin |        | Hergé                                  | Juliol de 2005             | Oreopoulos G. Vandegeerde D.                                   | Rue de l'Etuve 33 (Stoofstraat 33)                                                 | ± 36 m²     |
| 5   | El mural del carrer Rue de l'Etuve apareix a l'àlbum L'affaire Turnesol, de 1956. El protagonista de la sèrie, l'arxiconegut periodista Tintin, és un personatge creat pel dibuixant belga Hergé (pseudònim de Georges Rémi). |        |                                        |                            |                                                                |                                                                                    |             |
| 6   | Mural Olivier Rameau |        | Dany (Daniel Henrotin)                 | Juny de 1997               | Oreopoulos G. Vandegeerde D.                                   | Rue du chêne 9 (Eikstraat 9)                                                       | ±60 m²      |
| 6   | El jove Olivier Rameau i el seu amic el mestre Pertinent descobreixen per atzar Rêverose, un món fantàstic prohibit als avorrits on tot és somni i fantasia. Els dos amics esdevenen ciutadans de la ciutat Hallucinaville i passen aventures acompanyats de Colombe Tiredaile, una atractiva jove que s'acabarà casant amb Olivier.                                         |        |                                        |                            |                                                                |                                                                                    |             |
| 7   | Mural Le jeune Albert |        | Yves Chaland                           | Maig de 2000               | Mangnay J.-Y. Oreopoulos G. Pieterhons R. Vandegeerde D.       | Rue des Alexiens 49 (Cellebroerstraat 49)                                          | ± 110 m²    |
| 7   | El jove Albert és un buscabregues, mentider i cap quadrat del barri Marolles de Brussel·les, on l'anti-heroi per excel·lència de la bande dessinée es dedica a fer entremaliadures i molestar a la gent |        |                                        |                            |                                                                |                                                                                    |             |
| 8   | Mural Monsieur Jean |        | Dupuy-Berberian                        | Novembre de 2002           | Oreopoulos G. Vandegeerde D.                                   | Rue des Bogards / Rue du Midi (Zuidstraat / Bogardenstr.)                          | ± 64 m²     |
| 8   | Monsier Jean és un escriptor jove i solter d'aproximadament 30 anys que viu a París i que està permanentment a la recerca d'una bona idea que li permeti d'escriure la seva novel·la |        |                                        |                            |                                                                |                                                                                    |             |
| 9   | Mural XIII |        | William Vance i Jean Van Hamme         | Setembre – Octubre de 2010 | Oreopoulos G. Vandegeerde D. Kuleczko R.                       | Rue Philippe de Champagne 33 (Philippe de Champagne straat 33)                     | ± 43 m²     |
| 10  | Mural Yoko Tsuno |        | Roger Leloup                           | Juny de 2010               | Oreopoulos G. Vandegeerde D. Ardilla A. Kuleczko R. Dussart G. | Rue Terre-Neuve 15 (Nieuwland 15)                                                  | ± 55 m²     |
| 11  | Mural 'Isabelle et Calendula |        | Will (Willy Maltaite)                  | Octubre de 1997            | Oreopoulos G. Vandegeerde D.                                   | Rue de la verdure 13 (Loofstraat 13)                                               | ±86 m²      |
| 12  | Mural Neron |        | Marc Sleen                             | Maig de 1995               | Oreopoulos G. Vandegeerde D.                                   | Place Saint-Gery (Sint Gorikplein)                                                 | ±40 m²      |
| 13  | Mural l'arcàngel |        | Yslaire                                | Maig de 1998               | Oreopoulos G. Vandegeerde D.                                   | Rue des Chartreux 19 (Kartuizersstraat 19)                                         | ± 22 m²     |
| 14  | Mural Astèrix i Obèlix |        | Goscinny i Uderzo                      | Setembre de 2005           | Oreopoulos G. Vandegeerde D. Marcelle Bordier Koen Weiss       | Rue de la Buanderie 15 (Washuisstraat 15)                                          | ± 145 m²    |
| 15  | Mural Lucky Luke |        | Morris                                 | Juny de 1993               | Oreopoulos G. Vandegeerde D.                                   | Rue de la Buanderie / rue 't Kint                                                  | ±180 m²     |
| 16  | Mural Cori le Moussaillon |        | Bob de Moor                            | Setembre de 1998           | Oreopoulos G. Vandegeerde D.                                   | Rue des fabriques 21 (Fabriekstraat 21)                                            | ± 48 m²     |
| 17  | Mural Els somnis de Nic |        | Hermann Huppen                         | Octubre de 1999            | Mangnay J.-Y. Oreopoulos G. Pieterhons R. Vandegeerde D.       | Rue des Fabric / Rue de la Senne (Zennestraat Fabrikstraat)                        | ± 160 m²    |
| 18  | Mural Caroline Baldwin |        | André Taymans i Bruno Wesel            | Juliol de 2003             | Oreopoulos G. Vandegeerde D.                                   | Rue de la Poudrière 10 (Kruitmolenstraat 10)                                       | ±150 m²     |
| 19  | Mural Blake & Mortimer |        | Edgar P. Jacobs                        | Maig/Juny de 2005          | Oreopoulos G. Vandegeerde D.                                   | Rue de Houblon 24 (Hopstraat 24)                                                   | ±104 m²     |
| 20  | Mural Cubitus |        | Dupa (Luc Dupanloup)                   | Octubre de 1994            | Oreopoulos G. Vandegeerde D.                                   | Rue de Flandre 109 (Vlaamsesteeenweg 109)                                          | ±35 m²      |
| 21  | Mural Billy the cat |        | Stéphane Colman i Stephen Desberg      | Juliol de 2000             | Mangnay J.-Y. Oreopoulos G. Pieterhons R. Vandegeerde D.       | Rue d'Ophem 24 (Oppemstraa 24)                                                     | ± 50 m²     |
| 22  | Mural Bob et Bobette |        | Willy Vandersteen                      | Juny de 1995               | Oreopoulos G. Vandegeerde D.                                   | Rue de Laeken 116 (Lakensestraat 116)                                              | ±25 m²      |
| 23  | Mural FC de Kampioenen |        | Hec Leemans                            | Desconegut                 | ART MURAL asbl.                                                | Rue du Canal 27 (Vaartstraat 27)                                                   | Desconeguda |
| 24  | Mural Corto Maltese |        | Hugo Pratt                             | Agost - Setembre de 2009   | Oreopoulos G. Vandegeerde D. Ardilla A. Kuleczko R. Dussart G. | Quai des péniches (Akenkaai)                                                       | ± 850 m²    |
| 25  | Mural La vaca |        | Johan De Moor                          | Març/Abril de 1999         | d'Hainaut Oreopoulos G. Vandegeerde D.                         | Rue du Damier 23 (Damstraat 23)                                                    | 32 m²       |
| 26  | Estàtua de Sergi Grapes |        | André Franquin                         | Febrer de 1996             | Delhaize Le Lion                                               | Boulevard Pachéco / Rue des Sables (Pachécolaan / Zandstraat)                      |             |
| 27  | Mural Le Scorpion |        | Enrico Marini                          | Maig de 2002               | Oreopoulos G. Vandegeerde D.                                   | Rue du Treurenberg 16 (Treurenbergstraat 16)                                       | ± 35 m²     |
| 28  | Mural Du côté de chez Poje |        | Raoul Cauvin i Louis-Michel Carpentier | Desconegut                 | Desconegut                                                     | Rue de l'Ecuyer 55 / Rue de dominicains (Schildknaapstraat 55 / Predikherenstraat) | Desconeguda |
| 29  | Mural Sergi Grapes |        | André Franquin                         | Febrer de 2007             | Oreopoulos G. Vandegeerde D.                                   | Rue de l'Ecuyer 9 (Schildknaapstraat 9)                                            | ± 39 m²     |
| 30  | Mural Quick et Flupke |        | Hergé                                  | Juliol de 1996             | Oreopoulos G. Vandegeerde D.                                   | Rue des Capucins amb Rue Haute 191 (Kapucijnenstr. amb Hoogstraat 191)             | ±150 m²     |
| 31  | Mural Odilon Verjus |        | Laurent Verron i Yann le Pennetier     | Juny de 2004               | Oreopoulos G. Vandegeerde D.                                   | Rue des Capucins 13 (Kapucijnenstraat 13)                                          | ± 33 m²     |
| 32  | Mural Blondin et Cirage |        | Jigé                                   | Novembre de 1998           | Oreopoulos G. Vandegeerde D.                                   | Rue des Capucins 15 (Kapucijnenstraat 13)                                          | ± 32 m²     |
| 33  | Mural Passe-moi l'ciel |        | Stuf i Janry                           | Juliol de 2002             | Oreopoulos G. Vandegeerde D.                                   | Rue des Minimes 96 (Minimenstraat 96)                                              | ± 28 m²     |
| 34  | Mural Boule et Bill |        | Roba                                   | Octubre de 1995            | Oreopoulos G. Vandegeerde D.                                   | Rue du Chevreuil' 19 (Reebokstraat 19)                                             | 25 m²       |
| 35  | Mural La Patrouille des Castors |        | Mitacq                                 | Abril de 2003              | Oreopoulos G. Vandegeerde D.                                   | Rue Blaes 200, darrera la rue Pieremans 47 (Blaesstraat 200 / Pieremansstraat 47)  | ± 50 m²     |
| 36  | Mural Jojo |        | André Geerts                           | Setembre de 1996           | Oreopoulos G. Vandegeerde D.                                   | Rue Piermans 41 (Pieremansstraat 41)                                               | ±56 m²      |
| 37  | Mural Le Chat |        | Philippe Geluk                         | Agost de 1993              | Oreopoulos G. Vandegeerde D.                                   | Bld du Midi 87 (Zuidlaan 87)                                                       | ±80 m²      |
| 38  | Cares de Tintin i Milú |        | Hergé                                  | Desconegut                 | Editons du Lombard                                             | Avenue Paul-Henri Spaak 7 (Paul-Henri Spaaklaan 7)                                 | -           |
| 39  | Mural Tintín a Amèrica |        | Hergé                                  | Gener de 2007              | -                                                              | Hall de la Gare du Midi (Hal van de Zuidstation)                                   | Desconeguda |

### Murals al barri de Laeken
| Nr. | Mural                    | Imatge | Autor                             | Inauguració      | Realització del mural                                          | LLoc                                                                                                | Superfície |
| --- | ------------------------ | ------ | --------------------------------- | ---------------- | -------------------------------------------------------------- | --------------------------------------------------------------------------------------------------- | ---------- |
| 1   | Mural Titeuf             |        | Zep                               | Setembre de 2006 | Oreopoulos G. Vandegeerde D. Weiss K. Ardilla A.               | Avenue Emile Bockstael 1 (Emile Bockstaellaan 1)                                                    | ± 160 m²   |
| 2   | Mural Gil Pupil·la       |        | Maurice Tillieux                  | Maig de 2009     | Oreopoulos G. Vandegeerde D. Ardilla A. Kuleczko R.            | Rue Léopold 1r / Rue Thys-Vanhamstraat (Léopold I Straat / Thys-Vanhamstraat)                       | ± 77 m²    |
| 3   | Mural Natacha            |        | François Walthéry                 | Octubre de 2009  | Oreopoulos G. Vandegeerde D. Ardilla A. Kuleczko R. Dussart G. | Rue Jan Bollen 23 (Jan Bollenstraat 23)                                                             | ± 200 m²   |
| 4   | Mural Martine            |        | Marcel Marlier i Gilbert Delahaye | Octobre de 2004  | Oreopoulos G. Vandegeerde D.                                   | Avenue de la Reine 325 / Rue Stéphanie (Koninginnelaan 325 / Stefaniastraat)                        | ± 180 m²   |
| 5   | Mural Le Roi des mouches |        | Mezzo                             | Juny de 2007     | Oreopoulos G. Vandegeerde D. Pieterhons R.                     | Rue Hubert Stiernet 23 (Hubert Stiernetstraat 23)                                                   | ± 96 m²    |
| 6   | Mural Lincoln            |        | Olivier Jouvray i Jérôme Jouvray  | Maig de 2006     | Oreopoulos G. Vandegeerde D.                                   | Rue des Palais outre-pont / Rue Arthur Cosyn (Paleizenstraat over de bruggen / Arthur Cosyn straat) | ± 120 m²   |
| 7   | Mural Kiekeboe           |        | Robert Merhottein                 | Abril de 2009    | Oreopoulos G. Vandegeerde D. Ardilla A. Kuleczko R.            | Av. du Gros Tilleul / Av. de Madrid (Madridlaan / Dikkelindelaan)                                   | ± 81 m²    |
| 8   | Mural El petit Spirou    |        | Tome i Janry                      | Maig de 1996     | Oreopoulos G. Vandegeerde D.                                   | Boulevard du Centenaire, Place de Bruparck (Eeuwfeestlaan, Bruparckplein)                           | ±50 m²     |

### Murals al barri d'Auderghem
| Nr. | Mural                  | Imatge | Autor            | Inauguració      | Realització del mural                                          | LLoc                                   | Superfície  |
| --- | ---------------------- | ------ | ---------------- | ---------------- | -------------------------------------------------------------- | -------------------------------------- | ----------- |
| 1   | Mural Gil Pupil·la     |        | Maurice Tillieux | Desconegut       | Desconegut                                                     | Rue du Vieux Moulin (Oudemolenstraat)  | Desconeguda |
| 2   | Mural Gil Pupil·la     |        | Maurice Tillieux | Desconegut       | Desconegut                                                     | Rue Emile Idiers (Emile Idiers straat) | Desconeguda |
| 3   | Mural Le Scrameustache |        | Gos i Walt       | Novembre de 2008 | Oreopoulos G. Vandegeerde D. Ardilla A. Kuleczko R. Dussart G. | Chaussée de Wavre (Wavrelaan)          | Desconeguda |